# 플로이드의 삼각형
플로이드의 삼각형은 자연수의 직각 삼각형 배열로, 컴퓨터 과학 교육에 쓰인다. 이것은 로버트 플로이드의 이름에서 나온 것이다. 이것은 삼각형의 열을 왼쪽 상단 모퉁이에서 1부터 시작하여 연속적인 수로 채움으로써 정의된다:
| 1  |    |    |    |    |
| 2  | 3  |    |    |    |
| 4  | 5  | 6  |    |    |
| 7  | 8  | 9  | 10 |    |
| 11 | 12 | 13 | 14 | 15 |

삼각형 왼쪽 모퉁이에 따르는 수들을 게으른 요리사의 수열(중심다각수)이라고 하며 오른쪽 모퉁이에 따르는 수들을 삼각수라고 한다. n번째 행 총합은n(n2 + 1)/2 이다 (OEIS의 수열 A006003).

## 컴퓨터 과학 교육
입문 프로그래머들에게 이러한 형식의 표를 출력하는 프로그램을 작성하는 과정을 종종 제시한다.
비주얼 베이직 닷넷으로 구현한 예는 다음과 같다.
```
Imports
 
System.Console

Module
 
Program

    
Sub
 
Main
()

        
Dim
 
rows
 
As
 
Integer

        
' 유효성 검사를 입력한다.

        
Do
 
Until
 
Integer
.
TryParse
(
ReadLine
(
"얼마나 많은 행을 표시할 것인지에 대한 값을 입력하시오: "
),
 
rows
)
 
AndAlso
 
rows
 
>=
 
1

            
WriteLine
(
"허용된 범위는 1과 {0}이다"
,
 
Integer
.
MaxValue
)

        
Loop

        
' 플로이드의 삼각형의 출력

        
Dim
 
current
 
=
 
1

        
For
 
row
 
=
 
1
 
To
 
rows

            
For
 
column
 
=
 
1
 
To
 
row

                
Write
(
"{0,-2} "
,
 
current
)

                
current
 
+=
 
1

            
Next

            
WriteLine
()

        
Next

    
End
 
Sub

    
''' <요약>

    
''' 프롬프트 문자열이 사용하는 Console.ReadLine 및 버전을 보호한다.

    
''' </요약>

    
Function
 
ReadLine
(
Optional
 
prompt
 
As
 
String
 
=
 
Nothing
)
 
As
 
String

        
If
 
prompt
 
IsNot
 
Nothing
 
Then

            
Write
(
prompt
)

        
End
 
If

        
Return
 
Console
.
ReadLine
()

    
End
 
Function

End
 
Module

```

## 같이 보기
- 파스칼의 삼각형
- 삼각수